# Муберг, Вильгельм
Вильгельм Муберг (швед. Vilhelm Moberg; 20 августа 1898[…], Moshultamåla, Кальмар — 8 августа 1973[…], Веддё, Стокгольм) — шведский писатель, драматург и журналист. Муберг прославился благодаря циклу романов «Эмигранты» (Utvandrarna), в котором рассказывается о шведах-бедняках, переселяющихся в XIX веке из Смоланда в Миннесоту, США.

## Биография
Муберг родился в небогатой многодетной семье. До взрослого возраста дожили только трое из семерых детей. В 1907 году семья переехала в родную деревню матери и стала заниматься сельским хозяйством. С 1906 по 1912 год Муберг посещал школу, обучение в которой, однако, продолжалось лишь четыре месяца в году. С самого детства проявлял интерес к чтению. В тринадцатилетнем возрасте он выиграл литературный конкурс, организованный местной молодёжной газетой. В молодости сотрудничал с газетами и вёл колонки в журнале Såningsmannen и газете Smålandsposten.

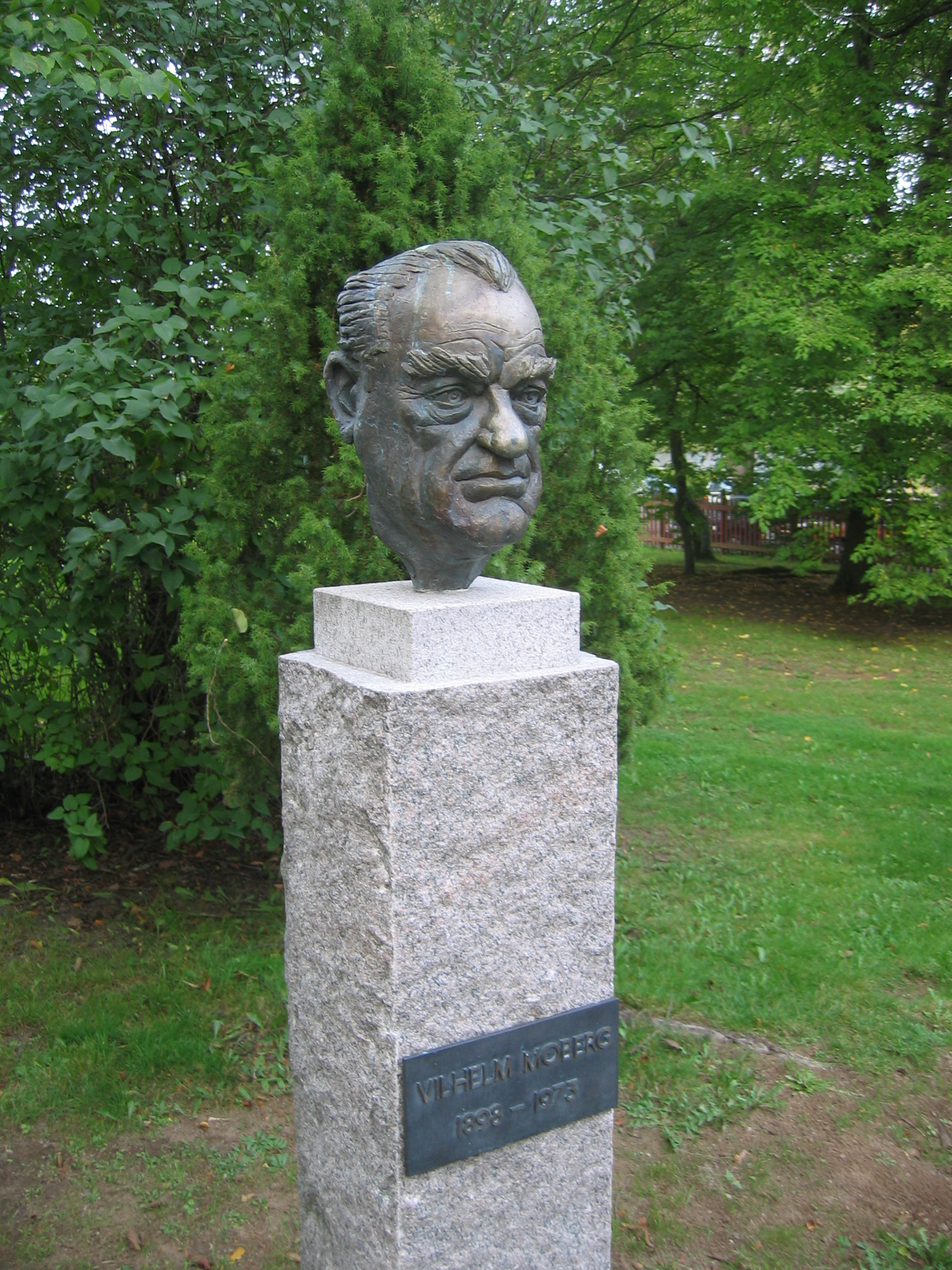
Памятник Мубергу в шведском городе Векшё

В 1913 году вступил в социалистический союз молодежи Альгутсбода (швед. Algutsboda).
Во время Первой мировой войны Муберг продолжал обучение в колледже города Гримслёв. После окончания учёбы работал в лесном хозяйстве, позднее перебрался в Катринхольм.
В 1918 году Муберг тяжело переболел испанкой. В мае 1919 года Муберг обратился в редакцию журнала Vadstena Läns Tidning с предложением опубликовать свой рассказ. Серия рассказов была опубликована под псевдонимом швед. Ville i Momåla. В октябре 1920 года он поступил на работу в газету Arvika Nyheter. В 1921 году проходил военную службу в пехотном полку, располагавшемуся в г. Векшё. Время военной службы он использовал для написания нескольких сатирических памфлетов, которые снискали большую популярность в городе после публикации в утренней газете Växjöbladet.
По политическим взглядам Муберг был убежденным республиканцем и осуждал монархию. Он также был против изображения таких шведских королей, как Густав II Адольф или Карл XII героями, называя их тиранами и обвиняя монархов в массовых убийствах.
В последние годы своей жизни страдал депрессией и преживал глубокий творческий кризис. 8 августа 1973 года он написал предсмертную записку для своей жены, в которой было написано: «Сейчас двадцать минут восьмого. Я иду в море за вечным сном. Прости меня — я больше не выдержу». После этого писатель вышел и утопился в озере рядом со своим домом.

## Творчество
Первый роман Муберга был прохладно принят критиками, однако его пьесы наоборот получали положительные отзывы. Его пьесы ставились театрами Стокгольма, Векшё и Гётеборга. Роман «Раскены» рассказывает о солдате и его семье в конце XIX века.
Среди наиболее важных произведений Муберга созданная в 30-х годах трилогия о Кнуте Торинге: «Плохо по поведению», «Дайте нам землю» и «Бессонница». Главный герой — Кнут Торинг — редактор газеты, он женат и него двое детей. Он чувствует себя несчастным и тоскует по своим родным местам в Смоланде. Сюжет основан на личных переживаниях Муберга: ещё в 1927 году он и его жена перебрались в Стокгольм из Альвесты. При этом сам писатель мечтал вернуться в родной Альгутсбода.

## Основные романы
- «Раскены» (Raskens) — 1927
- «Плохо по поведению» (Sänkt sedebetyg) — 1935
- «Дайте нам землю» (Giv oss jorden!) — 1939
- «Скачи в ночь» (Rid i natt) — 1941
- «Солдат со сломанным ружьем» (Soldat med brutet gevär) — 1944
- «Эмигранты» (Utvandrarna) — 1949
- «Последнее письмо в Швецию» (Sista brevet till Sverige) — 1959

## В переводе на русский язык
- Муберг Вильхельм. Судья. Трагикомедия в шести действиях. М.: Искусство, 1960.- 150 с.
- Муберг Вильхельм. Засуха, в сборнике: Шведская новелла XIX—XX вв., М., 1964.
- Муберг Вильхельм. Ночной гонец. Роман (пер. Фаина Золотаревская, Е. Милехина, Н. Ширлева). Художественная литература. Ленинградское отделение. 1968.-288с.(Б-ка исторического романа)
- Муберг Вильхельм. Избранное. Л.: Художественная литература, 1979. — 632 с., 50 000 экз.
- Муберг Вильхельм. Твой срок на земле: Роман. Пер. с швед. — М.: Прогресс, 1981. — 256 с.

## Экранизации
Произведения писателя были экранизированы более 20 раз, в том числе:
- 1960 — Судья / Domaren (Швеция) — по одноимённой пьесе
- 1971 — Эмигранты / Utvandrarna (Швеция) — по одноимённому роману
- 1972 — Поселенцы / Nybyggarna (Швеция) — по одноимённому роману
- 2021 — Эмигранты / Utvandrarna (Швеция) — по одноимённому роману